# 검 (중국)

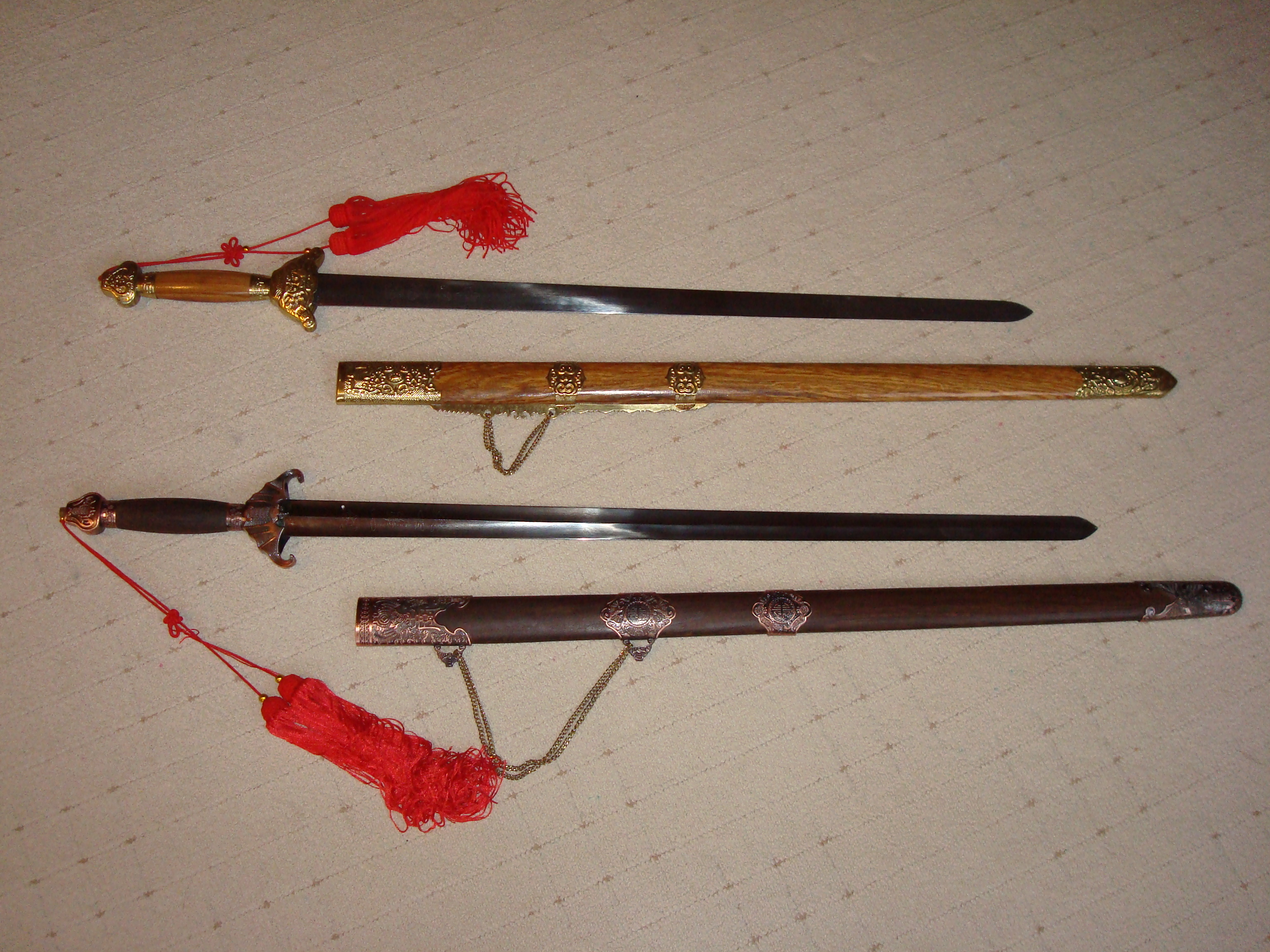
한 쌍의 중국 검과 칼집.

검(중국어 간체자: 剑, 정체자: 劍, 병음: jiàn)은 중국에서 사용되었던 무기이다. 중국식 검은 도와 달리 양날 직검의 형태를 띠고 있으며, 기원전 7세기 경 등장하는 월왕 구천의 검에 대한 기록을 최초로 약 2,500년 간 사용되었다. 일반적으로 알려진 한손 무기로서의 중국식 검은 45~80cm 정도의 칼날을 가지고 있으며, 그 무게는 약 700~900g 정도이다. 이외에 양손으로 사용하는 보다 대형화된 형태도 존재한다.
검은 전통적으로 중국에서 고풍스런 무기로 여겨졌으며, 곤, 창, 도와 함께 네 가지 주요 무기로 분류되었다. 중국 검은 때때로 태극권 검이라 불리기도 하나, 검이 특별히 태극권에서만 사용되었거나 개발된 것은 아니었다.

## 구조
검의 코등이나 자루는 착용자의 손을 상대의 무기로부터 보호해주는 역할을 한다. 중국 검의 코등이는 짧은 날개의 형태를 하고 있으며, 때때로 도와 같이 원반의 형태를 하고 있는 경우도 있었다. 코등이 뒤쪽의 손잡이는 양손으로 모두 잡을 수 있는 정도의 길이를 가지고 있거나 손가락 7~8개 정도가 들어갈 수 있는 길이를 가진 경우가 많으며, 이외에 쌍수검이라 불린 1.6m 정도 길이의 양손용 검도 존재하였으나, 한손 검만큼 많이 사용되는 것은 아니었다. 양손으로 잡을 수 있는 손잡이의 경우 상대의 무기를 봉쇄하는 용도로 사용될 수도 있다. 손잡이는 대체로 목재에 홈을 새겼거나 자루끈을 감고 있다.
손잡이 끝에는 폼멜이라는 부품이 붙어있는데, 이는 무게중심과 더불어 손잡이가 손으로부터 미끄러져 나가는 것을 방지하거나, 필요하다면 상대를 가격하기 위한 용도였다. 폼멜은 대체로 슴베와 연결되어 있었는데, 이는 칼날과 코등이, 손잡이와 폼멜이 연결됨으로써 검의 내구성을 강화시켜주었다. 

## 같이 보기
- 도 (중국)
- 우당산
- 우슈
- 장삼풍
- 도검의 분류
- 외날 도검